# Svartbyn
Svartbyn est une localité de la commune d'Överkalix dans le comté de Norrbotten en Suède.
Sa population était de 259 habitants en 2019.